# Vědomí konce
Vědomí konce (v anglickém originále The Sense of an Ending) je novela anglického prozaika Juliana Barnese vydaná v roce 2011. Autor za ni byl v tomtéž roce vyznamenán Man Bookerovou cenou. Novela byla zfilmována režisérem Riteshem Batrou, film měl premiéru v roce 2017.

## Česká vydání
- JULIAN, Barnes. Vědomí konce. Překlad Petr Fantys. Praha: Odeon, 2012. 160 s. (Světová knihovna; sv. 124). ISBN 978-80-207-1423-7.

## Recenze v českých médiích
- Weiss, Tomáš: Barnes se dívá smrti na zoubek. Vědomí konce popírá mýtus, že se špatně čte Hospodářské noviny, 3.5.2012
- Ljubková, Marta: Bez přetvářky, Respekt, 7.5.2012, roč. XXIII, č. 19, s. 62
- Kirkosová, Kateřina: Smysl a vědomí konce, Host, 19.6.2012
- Marečková, Tereza: Haiku psaná pamětí, Nový prostor, 19.7.2012
- Ehrenberger, Jakub: Vědomí konce Juliana Barnese. Studie zrádnosti lidské paměti, Topzine.cz, 14.9.2012